# Острув (гміна Озоркув)
Острув (пол. Ostrów) — село в Польщі, у гміні Озоркув Зґерського повіту Лодзинського воєводства.
Населення — 92 особи (2011).
У 1975-1998 роках село належало до Лодзинського воєводства.

## Демографія
Демографічна структура станом на 31 березня 2011 року:
|          | Загалом | Допрацездатний вік | Працездатний вік | Постпрацездатний вік |
| -------- | ------- | ------------------ | ---------------- | -------------------- |
| Чоловіки | 52      | 11                 | 34               | 7                    |
| Жінки    | 40      | 7                  | 23               | 10                   |
| Разом    | 92      | 18                 | 57               | 17                   |